# Geotermika
Geotermika – dział geofizyki  zajmujący się badaniem procesów cieplnych wnętrza kuli ziemskiej, m.in. procesów przenoszenia ciepła oraz procesów stygnięcia Ziemi. Nauka ta pomaga wykorzystać energię geotermiczną dla potrzeb energetyki.

## Zobacz
- Energia geotermalna
- Geoenergetyka